# Кло-Люсе
Клу (фр. Cloux), або Кло-Люсе (фр. Le Clos Lucé) — французький середньовічний замок, один із найвідоміших замків Луари. Будинок-музей Леонардо да Вінчі.

## Історія
Перший будинок з рожевої цегли на цій ділянці побудували за часів правління Людовика VI. У 1107—1115 роках його звели за наказом Гуго Амбуазького (Hugues d'Amboise) на місці римського поселення. У 1477 р. побудували невеликий садибний будинок, що став власністю Етьєна Лелу, фаворита короля, помічника кухаря королівської кухні замку Плессі-ле-Тур. Замок Кло-Люсе придбав Карл VIII за 3500 золотих екю і перетворив на королівську резиденцію. Акт продажу, датований 2 липня 1490 року й записаний на пергаменті, зберігається у Кло-Люсе. У Кло-Люсе провів юність майбутній король Франції Франциск I. Він приїжджав сюди разом зі своєю сестрою Маргаритою Ангулемською.
На початку 1516 р. Леонардо да Вінчі прийняв запрошення короля Франциска I й оселився у Франції. Художник помер 2 травня 1519 року, похований в Амбуазькому замку, розташованому неподалік. Від руйнування під час революції Кло-Люсе врятувала сім'я д'Амбуаз. Потім він став власністю сім'ї Сен-Брі. Ця сім'я зберегла замок до наших днів. Сьогодні в Кло-Люсе організовано музей Леонардо да Вінчі.

## Експозиція
У залах невеликого замку, складеного з цегли і білого каменю в стилі «полум'яніючої готики», відтворені інтер'єри часів Леонардо: спальня з ліжком (копія), де помер художник, кухня з великим вогнищем і декілька кімнат, оформлених меблями епохи Відродження. Також є салон, мебльований у стилі Людовика XV. Навколо замку закладено парк.
Інтерес являє колекція макетів машин, створених за кресленнями Леонардо: прототипи літака, вертольота, автомобіля, танка, розвідного моста, парашута. Збереглися капела, побудована Карлом VIII, і секретний підземний хід до Амбуаза, який розташований за 400 м від замку.

## Сад

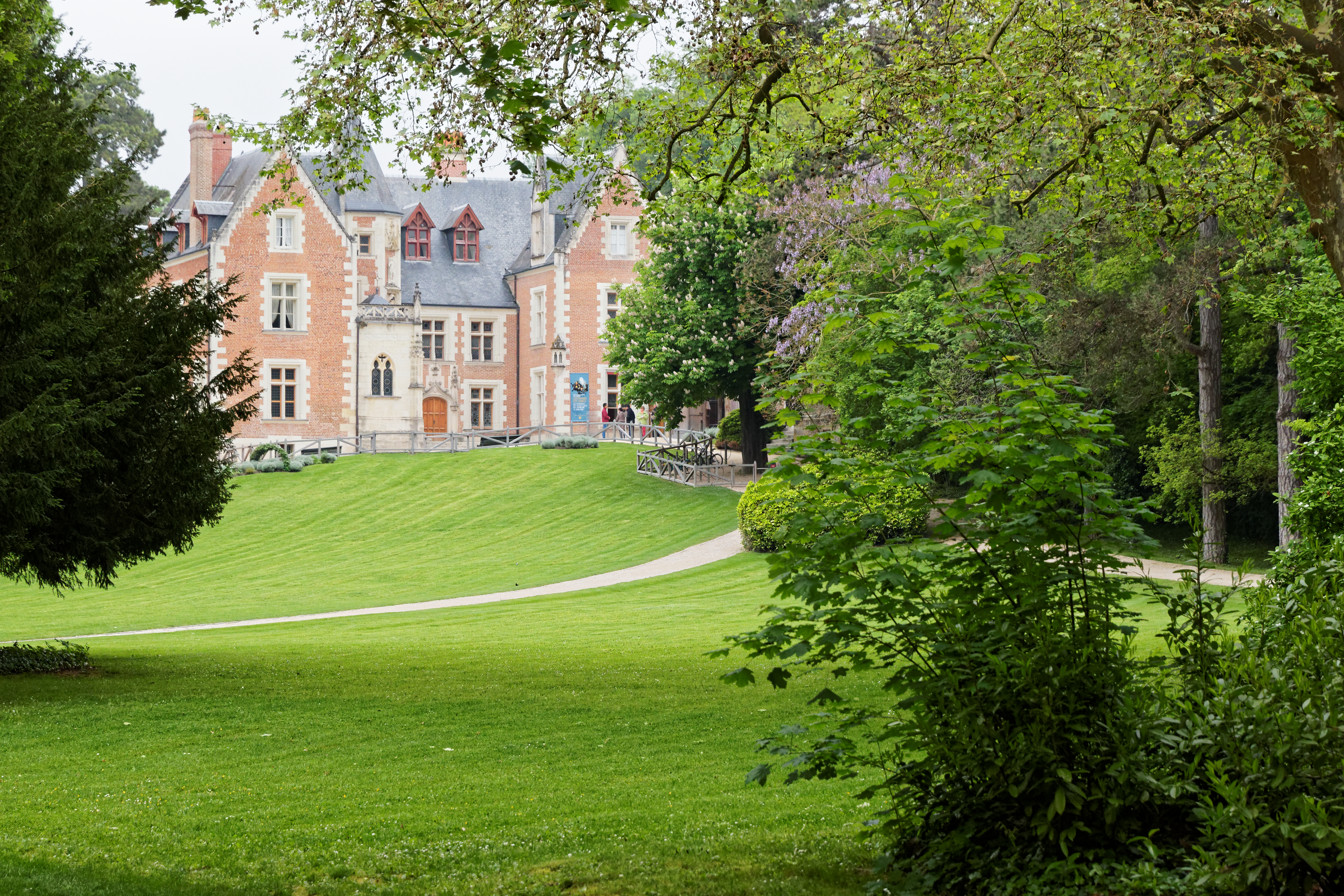
Сад навколо замку.

Замок знаходиться посеред парку у 7 гектарів. Фасад замку прикрашений розаріумом та регулярними бордюрними насадженнями із Самшиту звичайного.

## Фототека

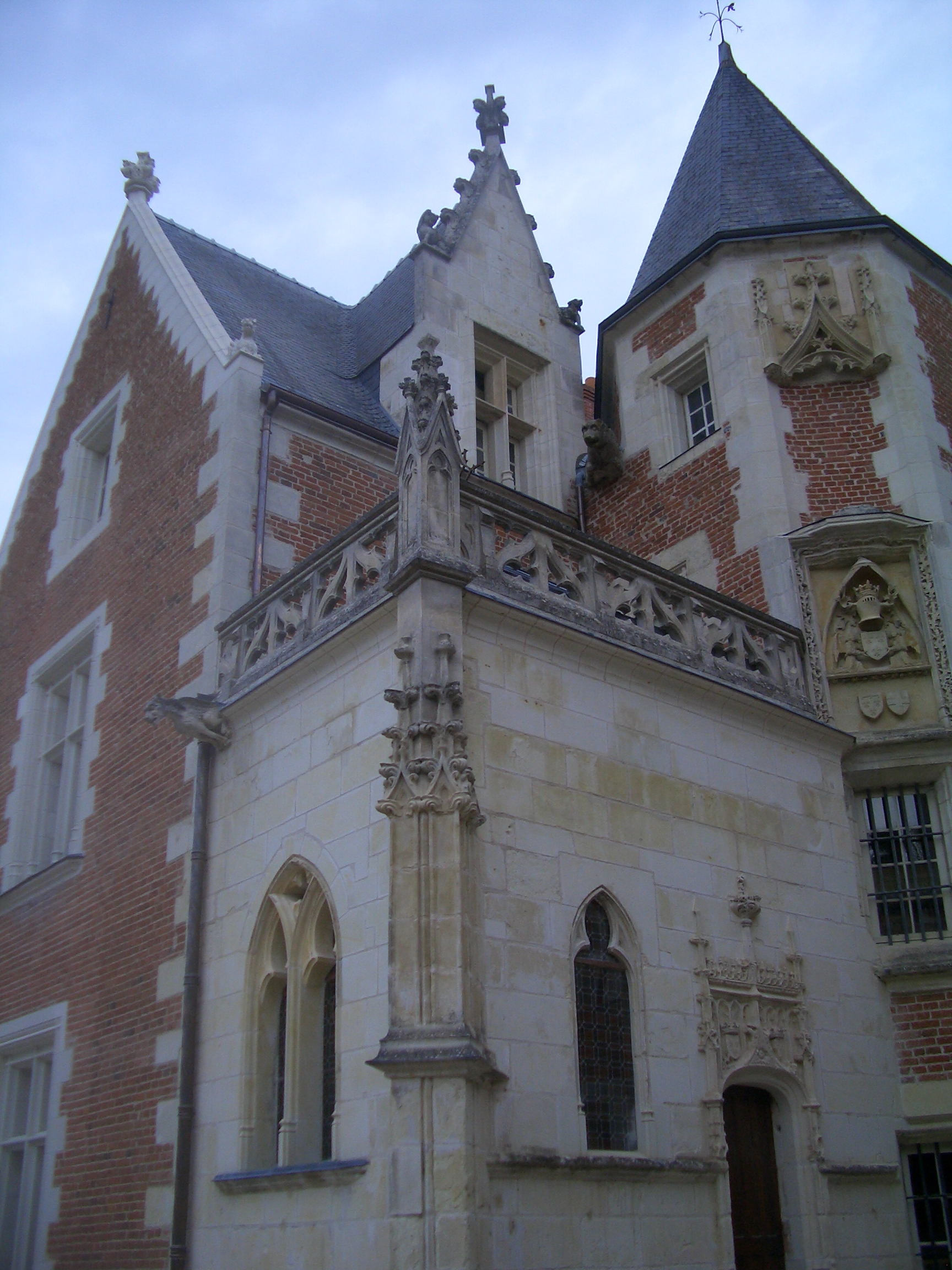
Зовнішній вигляд замку
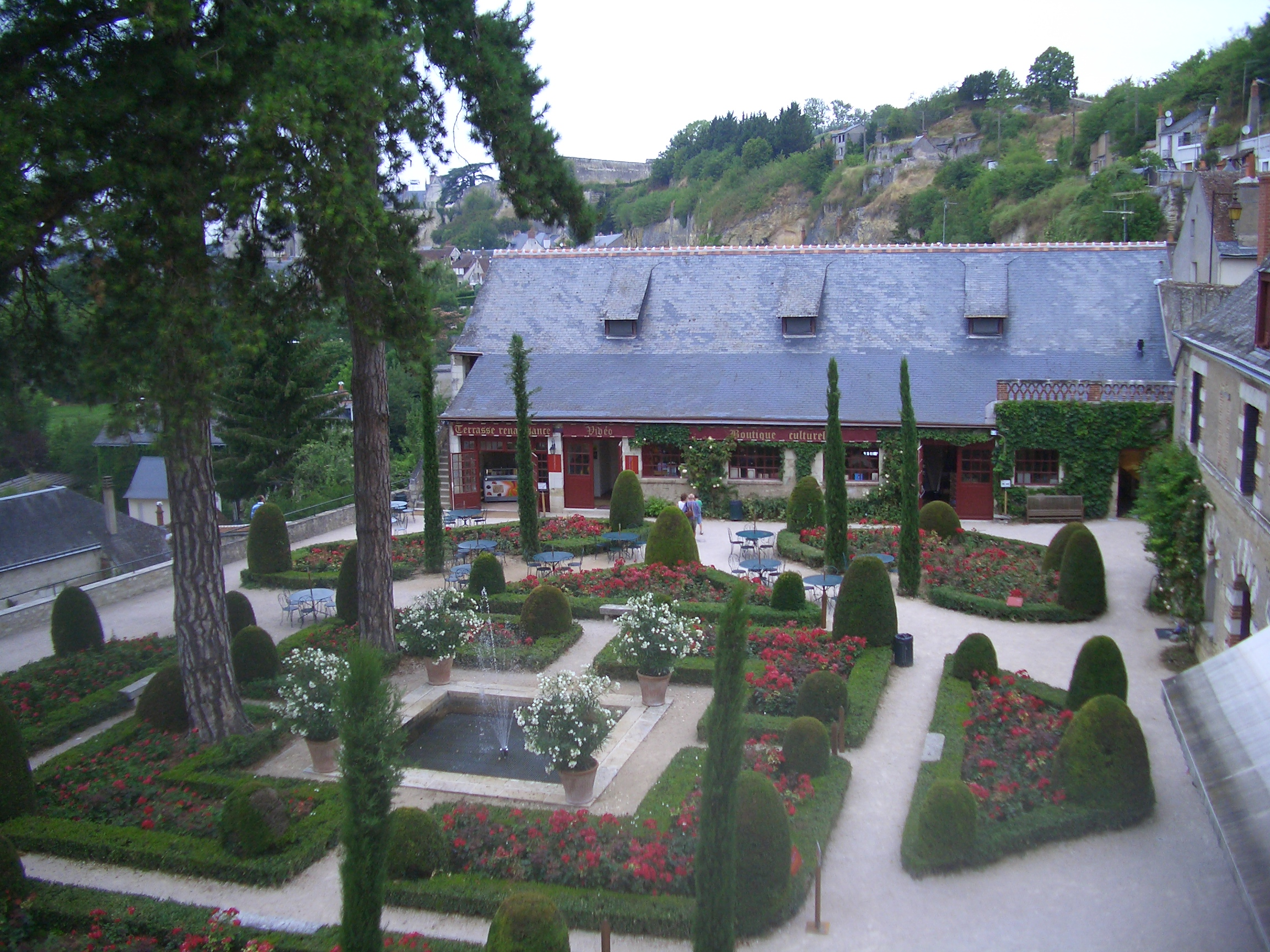
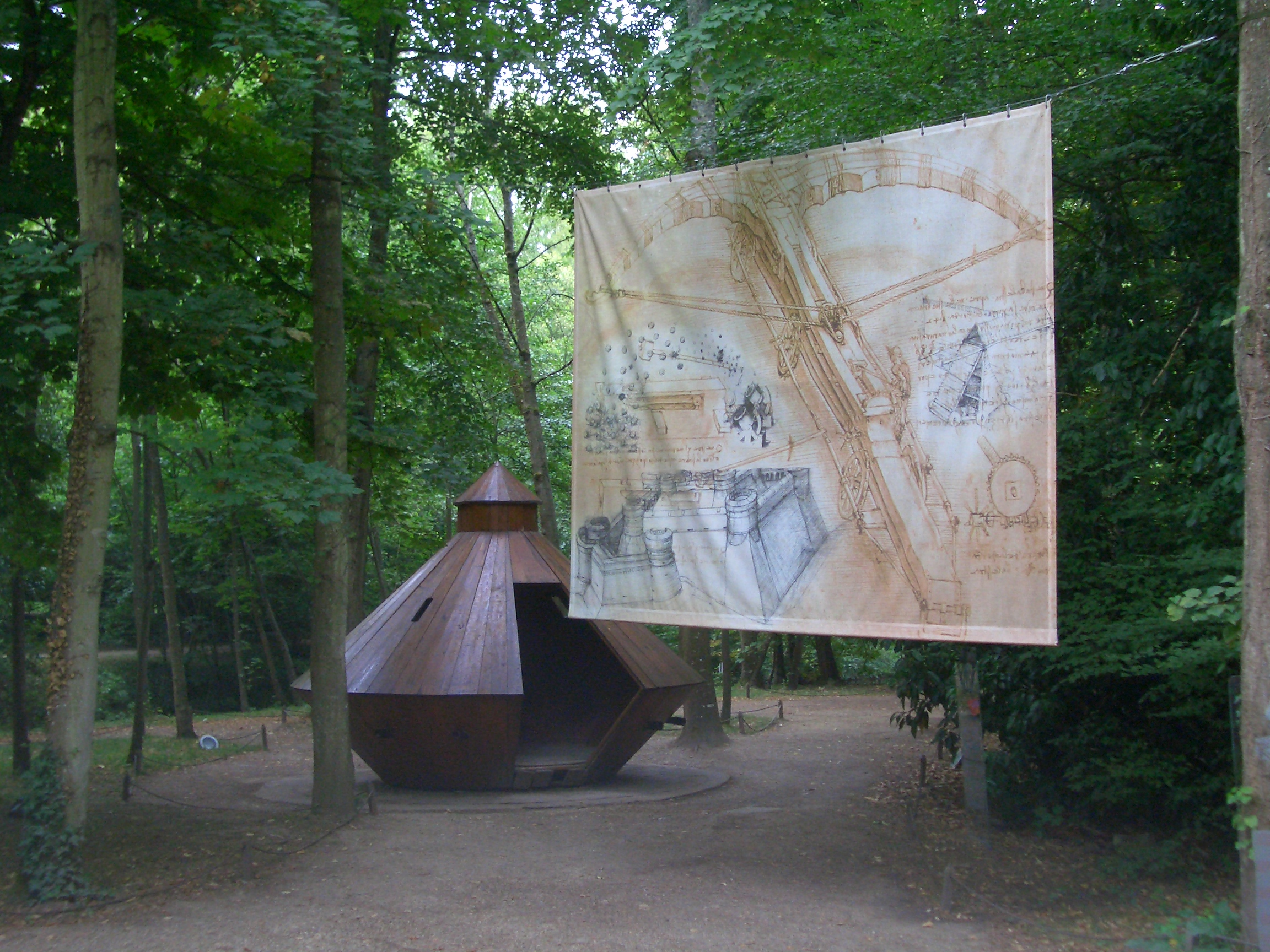
Парк позаду замку
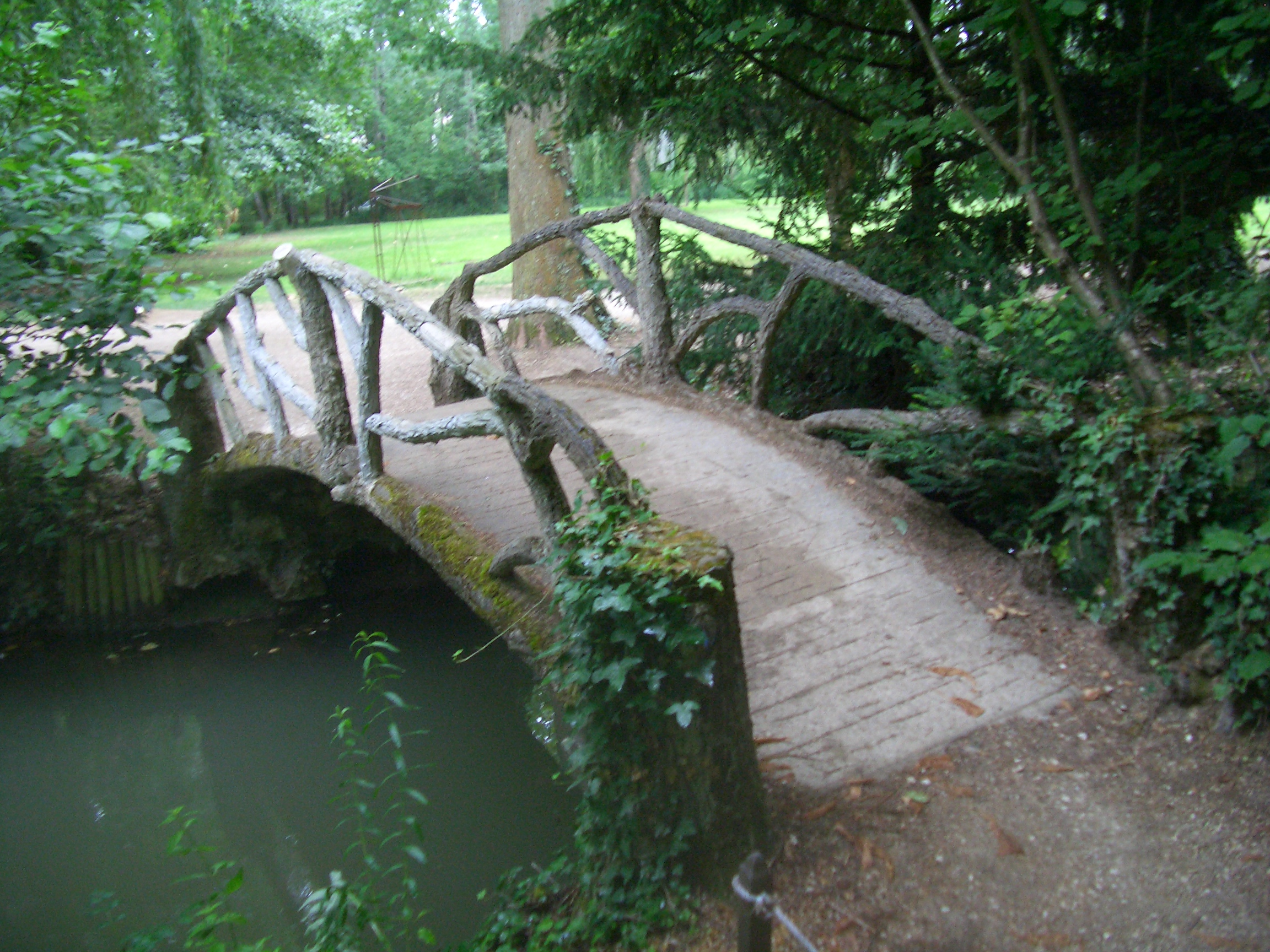
Міст в парку
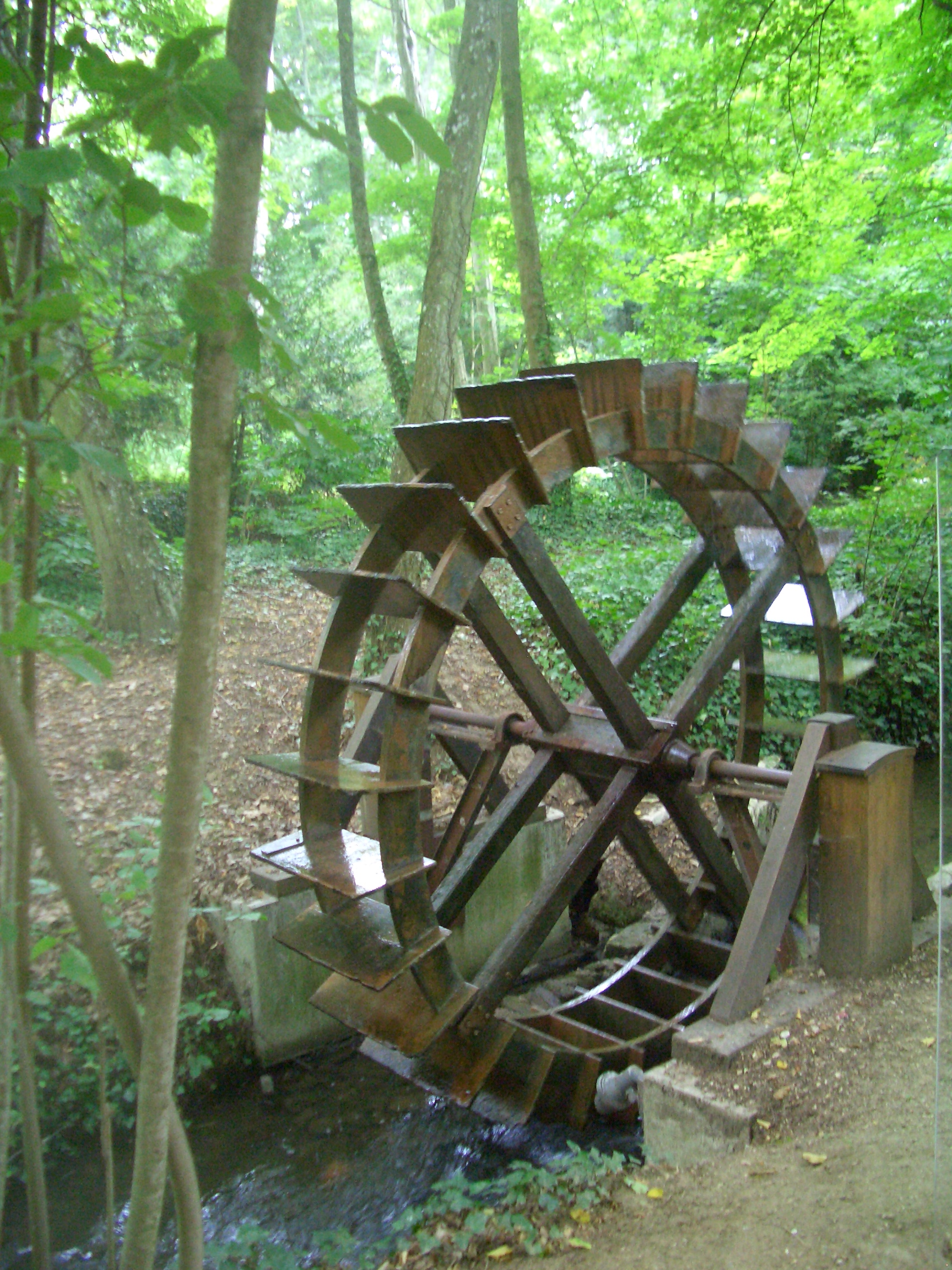
Струмок і водяне колесо в парку
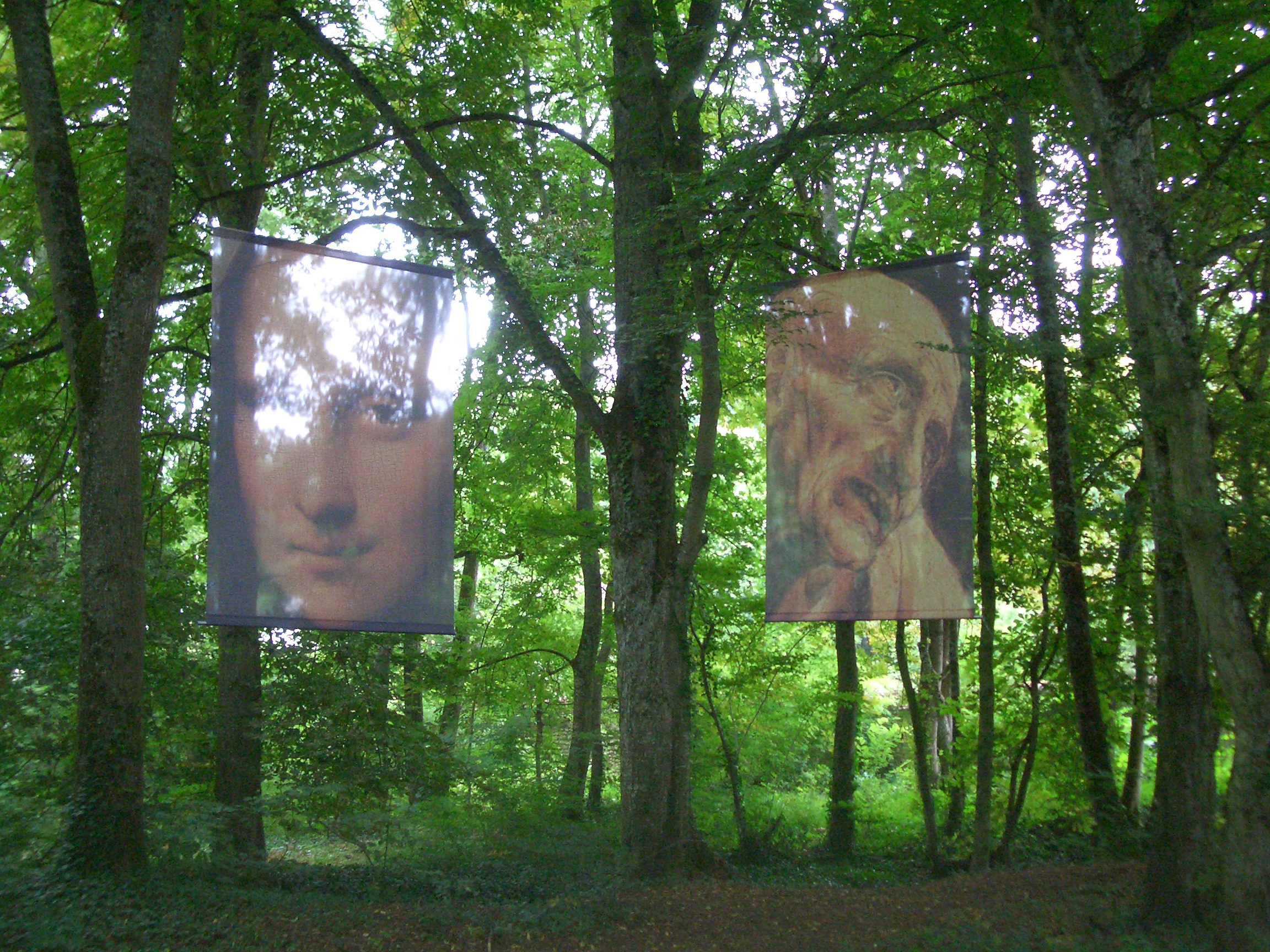
Шовкові тканини із зображеннями за мотивами картин да Вінчі

## Ресурси Інтернету
- Вікісховище має мультимедійні дані за темою: Кло-Люсе
- https://web.archive.org/web/20160321224805/http://luara.worldstreasure.com/castles.asp?castID=10
- Про Замок Кло-Люсе на сайті La France et moi[недоступне посилання з квітня 2019]